# Список глав государств в 815 году
Список глав государств в 814 году — 815 год — Список глав государств в 816 году — Список глав государств по годам

## Азия
- Аббасидский халифат — Абдуллах аль-Мамун, халиф (813 — 833)
- Абхазское царство — Феодосий II, царь (811 — 837)
- Бохай (Пархэ) — Да Яньи (Си-ван), ван (812 — 817)
- Вайтхали[англ.] — Тюрия Тенг Санда, царь[англ.] (810 — 830)
- Грузия —
  - Кахетия — Григол, князь[англ.] (786 — 827)
  - Тао-Кларджети — Ашот I Великий, куроплат (809 — 826)
  - Тбилисский эмират — Мохаммед бен Атаб, эмир (813 — 829)
- Индия — 
  - Венги (Восточные Чалукья) — Виджаядитья II Нарендрагрумраджа, махараджа (806 — 847)
  - Гурджара-Пратихара — Нагабхата II, махараджа (800 — 833)
  - Западные Ганги — Шривамара II, махараджа (788 — 816)
  - Кашмир — Лалитапида, махараджа[нем.] (ок. 813 — ок. 825)
  - Пала — Девапала, царь (810 — 850)
  - Паллавы (Анандадеша) — Дантиварман, махараджа (795 — 830)
  - Пандья — Варагунан I, раджа (800 — 830)
  - Парамара[англ.] — Упендра, махараджа[англ.] (800 — 818)
  - Раштракуты — Амогхаварша I, махараджадхираджа (814 — 878)
- Индонезия — 
  - Матарам (Меданг) — Самарагравира, шри-махараджа (ок. 800 — ок. 819)
  - Сунда — Пукукбуми Дармесвара, король (795 — 819)
  - Шривиджайя — Самаратунгга, махараджа (792 — 835)
- Камарупа — Харджджараварман, царь (815 — 832)
- Китай (Династия Тан) — Сянь-цзун (Ли Чунь), император (805 — 820)
- Кхмерская империя (Камбуджадеша) — Джаяварман II, император (ок. 770 — ок. 835)
- Наньчжао — Ю-хуанди (Мэн Цюаньлуншэн), ван (809 — 816)
- Паган — Со Кин Нит, король[англ.] (802 — 829)
- Раджарата (Анурадхапура) — Махинда III, король (812 — 816)
- Силла — Хондок, ван (809 — 826)
- Табаристан (Баванди) — Шахрияр I, испахбад (797 — 825)
- Тибет — 
  - Тидесронцан, царь (ок. 799 — ок. 815)
  - Ралпачан, царь (ок. 815 — ок. 838)
- Тямпа — Хариварман I, князь (ок. 803 — ок. 820)
- Уйгурский каганат — Бо-и-хан, каган (808 — 821)
- Япония — Сага, император (809 — 823)

## Америка
- Караколь — Кинич-Тобиль-Йоат, царь (810 — 830)
- Мутульское царство (Тикаль) — Нун-Холь-Чак II, царь (ок. 810 — 820)

## Африка
- Гао — Айам Занка, дья (ок. 800 — ок. 830)
- Берегватов Конфедерация — Ильяс ибн Салих, король (ок. 792 — ок. 842)
- Идрисиды — ас-Сагир Идрис ибн Идрис, халиф Магриба (791 — 828)
- Ифрикия (Аглабиды) — Абу-ль-Аббас АбдАллах ибн Ибрахим, эмир (812 — 817)
- Канем — Дугу, маи (ок. 784 — ок. 835)
- Макурия — Иоанн, царь (ок. 810 — ок. 822)
- Некор[англ.] — Салих II ибн Саид, эмир[англ.] (803 — 864)
- Рустамиды — Абд ал-Ваххаб ибн Абд ар-Рахман, имам (787 — 823)
- Сиджильмаса — Абу-л-Мунтамир ал-Йаса, эмир (790 — 823)

## Европа
- Аквитания — Пипин I, король (814 — 838)
  - Ампурьяс — Эрменгер, граф (813 — ок. 817)
  - Барселона — Бера, граф (801 — 820)
  - Васкония — Семен I Луп, герцог (ок. 812 — ок. 816)
  - Жирона — Одилон, граф (ок. 801 — ок. 817)
  - Каркассон — Гислафред, граф (810 — 821)
  - Памплона — Веласко, граф (799 — 816)
  - Конфлан и Разес — Гильемунд, граф (814 — 827)
  - Руссильон — Госельм, граф (ок. 801 — 832)
  - Руэрг — Фулькоальд, граф (815 — ок. 840)
  - Септимания — Бего, герцог (806 — 816)
  - Тулуза — Бего, граф (806 — 816)
  - Осона, Урхель и Серданья — Боррель, граф (798 — ок. 820)
- Англия — 
  - Восточная Англия — Кенвульф, король (798 — 821)
  - Думнония — Хопкин ап Гернам, король (810 — 830)
  - Кент — Кенвульф, король (807 — 821)
  - Мерсия — Кенвульф, король (796 — 821)
  - Нортумбрия — Энред, король (808/810 — 841)
  - Уэссекс — Эгберт, король (802 — 839)
- Бавария — Лотарь I, король (814 — 817)
- Болгарское царство — Омуртаг, хан (814 — 831)
- Венецианская республика — Аньелло Партечипацио, дож (809 — 827)
- Византийская империя — Лев V Армянин, император (813 — 820)
  - Неаполь — Анфим, герцог (801 — 818)
- Волжская Булгария — 
  - Тукый, хан (ок. 765 — 815)
  - Айдар, хан (815 — ок. 865)
- Дания — Хорик I, король (814 — 854)
- Ирландия — Аэд Посвящённый, верховный король (797 — 819)
  - Айлех — Аэд Посвящённый, король (788 — 819)
  - Коннахт — 
    - Муиргиуса, король (786 — 815)
    - Мэл Котад мак Фогартайг, король (815 — ок. 818)

  - Лейнстер — Муйредах мак Руадрах, король (805 — 806, 808 — 829)
  - Миде — Конхобар мак Доннхада, король (802 — 833)
  - Мунстер — Артри, король (ок. 796 — ок. 821)
  - Ольстер — Керелл мак Фиахнай, король (810 — 819)
- Испания —
  - Арагон — Аснар I Галиндес, граф (809 — 820)
  - Астурия — Альфонсо II Целомудренный, король (791 — 842)
  - Кордовский халифат — Аль-Хакам I, эмир (796 — 822)
- Италийское королевство — Бернард, король (813 — 818)
  - Беневенто — Гримоальд IV, князь (806 — 817)
  - Сполето — Винигиз, герцог (788 — 822)
  - Фриуль — Айо, герцог (808 — 817)
- Паннонская Хорватия — Людевит Посавский, герцог (810 — 823)
- Папская область — Лев III, папа римский (795 — 816)
- Приморская Хорватия — Борна, герцог (810 — 821)
- Сербия — Радослав, князь (814 — ок. 822)
- Уэльс —
  - Брихейниог — Теудр ап Грифид, король (805 — 840)
  - Гвент — Ител IV ап Атруис, король (810 — 848)
  - Гвинед — Хивел ап Родри, король (814 — 825)
  - Гливисинг — Артвайл Старый, король (785 — 825)
  - Поуис — Кинген ап Каделл, король (808 — 855)
  - Сейсиллуг — Гугон ап Меуриг, король (808 — 871)
- Франкское государство — Людовик I Благочестивый, император Запада (814 — 840) 
  - Ванн — Ги II Нантский, граф (ок. 813 — 819)
  - Нант — Ги Нантский, граф (ок. 786 — 818)
  - Овернь[англ.] — Иктерий, граф (778 — ок. 818)
  - Отён — 
    - Хильдебранд III, граф (ок. 796 — 815)
    - Тьерри II, граф (815 — 821)

  - Пуатье — 
    - Рихвин, граф (ок. 811 — ок. 815)
    - Бернар I, граф (ок. 815 — ок. 828)

  - Шалон — Гверин I, граф (ок. 765 — ок. 819)
- Хазарский каганат — Езекия, бек (ок. 810 — предпол. 815) или его сын Манассия I, бек (? — ок. 825)
- Шотландия —
  - Дал Риада — 
    - Эохайд IV, король (811 — 819)
    - Домналл III, король (811 — 835)

  - Пикты — Константин, король (789 — 820)
  - Стратклайд (Альт Клуит) — Кинан ап Ридерх, король (798 — 816)

- Людовик I Благочестивый 
 814-840 
 Император Запада
- Эгберт 
 802-839 
 Король Уэссекса
- Альфонсо II 
 791-842 
 Король Астурии
- Лев V 
 813-820 
 Император Византии
- Сага 
 809-823 
 Император Японии
- Омуртаг 
 814-831 
 Хан Болгарии
- Ашот I Великий 
 809-826 
 Куроплат Тао-Кларджети
- Аньелло Партечипацио 
 810-827 
 Дож Венеции
- Борна 
 810-821 
 Герцог Приморской Хорватии
- Лев III 
 795-816 
 Папа римский